# Грузський Яр
Грузський Яр (рос. б. Грузский Яр) — балка (річка) в Україні у Ічнянському районі Чернігівської області. Ліва притока річки Гмирянки (басейн Десни).

## Опис
Довжина балки приблизно 10,99 км, найкоротша відстань між витоком і гирлом — 8,28 км, коефіцієнт звивистості річки — 1,33. Формується декількома безіменними струмками та загатами. У верхів'ї балка пересихає.

## Розташування
Бере початок на південній стороні від села Безводівка. Тече переважно на південний схід і у селі Городня впадає у річку Гмирянку, праву притоку річки Смош.

## Цікаві факти
- На західній стороні від витоку балки на відстані приблизно 7,20 км розташований автошлях Т 2524[2] (автомобільний шлях територіального значення у Чернігівській області. Пролягає територією Борзнянського, Ічнянського та Прилуцького районів через Борзну — Ічню — Прилуки. Загальна довжина — 69,5 км).